# Euphyllodromia fasciatella
Euphyllodromia fasciatella är en kackerlacksart som först beskrevs av Henri Saussure 1868.  Euphyllodromia fasciatella ingår i släktet Euphyllodromia och familjen småkackerlackor. Inga underarter finns listade i Catalogue of Life.